# Zénith de Lille
Le Zénith de Lille (ou Zénith Arena de Lille ou Zénith Arena Concert Hall) est une salle de spectacle situé à Lille dans le département français du Nord. Le Zénith accueille tous types d’événements avec une capacité maximale de 7 000 spectateurs. Le zénith a été conçu et réalisé par l'architecte Rem Koolhaas et l'agence OMA accompagné de l'agence d'architecture Delhay, du cabinet de scénographie dUCKS scéno et de l'acousticien Renz van Luxemburg. Il est attenant au palais des congrès Lille Grand Palais.
Il est issu de la volonté politique de Pierre Mauroy de faire de Lille une grande métropole européenne. Le projet est initié dans les années 1980 et le bâtiment ouvre ses portes en novembre 1994.

## Accès
Le Zénith de Lille est proche du siège de région, du centre commercial Euralille et des deux gares lilloises (Lille-Europe et Lille-Flandres). Le site est desservi par la ligne 2 du métro de Lille les arrêts Mairie de Lille et Lille Grand Palais, également par plusieurs lignes de bus, par les gares et par l’autoroute A1.

## Historique

### Le site
Le terrain sur lequel est établi le Zénith et Lille Grand Palais fait partie de la zone des fortifications démantelées en 1919 en face de la porte de Tournai détruite en 1924. Un projet de gare de passage qui aurait remplacé la gare terminus (actuelle gare de Lille-Flandres) y avait été défendu par la ville de Lille au cours des années 1920.
Après l'abandon de ce projet, ce terrain situé entre les voies longeant,  au nord  la ligne ferroviaire Paris-Lille (rue Javary), au sud les bâtiments de la foire commerciale construits en 1933 (avenue Julien Destrée remplacée par le boulevard des cités unis sur un tracé différent), à l'ouest le bâtiment des chèques postaux  datant également de 1933 ((boulevard Émile Dubuisson) était resté un terrain vague à l'exception de l'auberge de jeunesse établie à la même époque sur une faible fraction de cet espace.

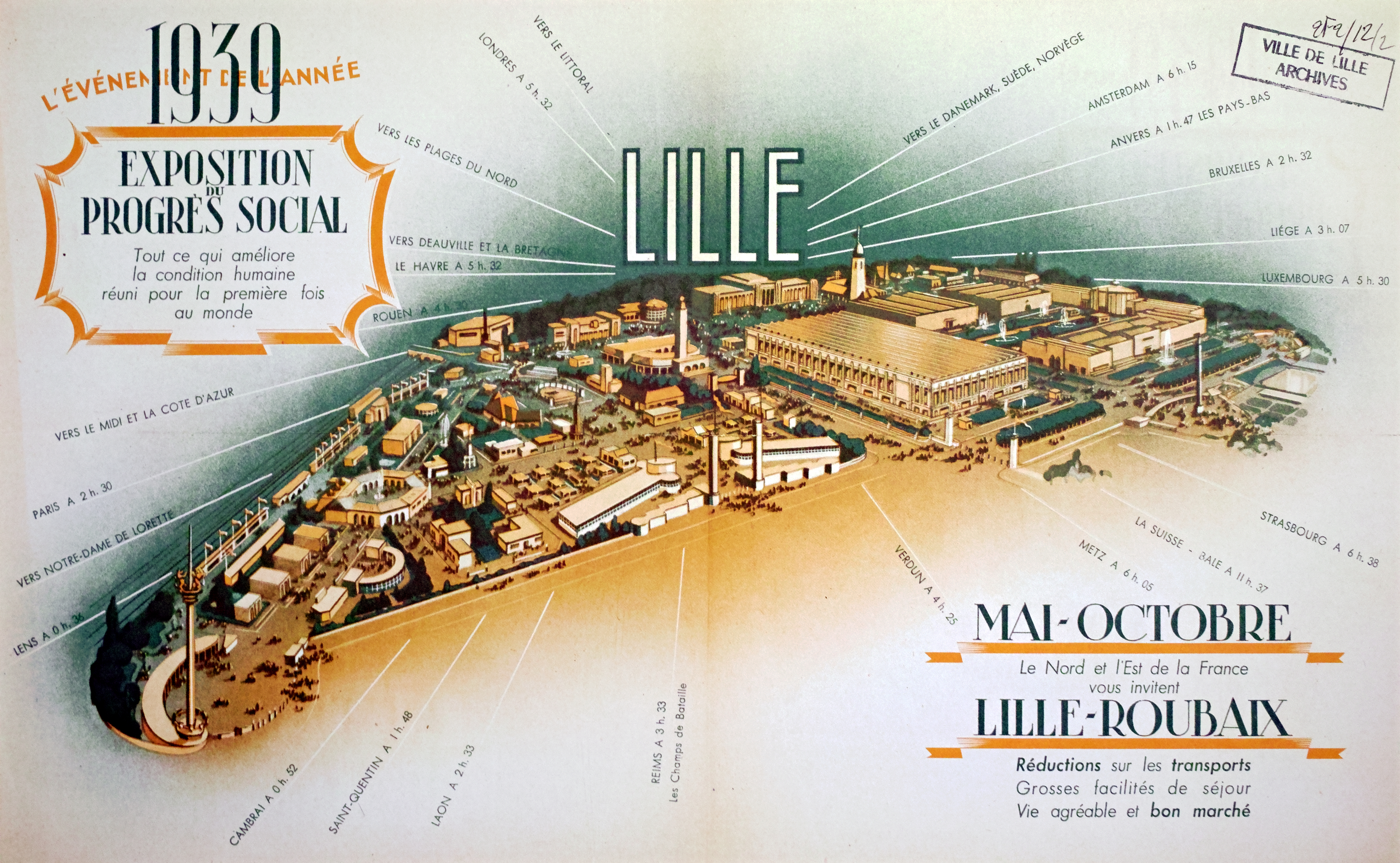
Exposition du progrès social

L'« exposition du Progrès social » est organisée à Roubaix et à Lille sur ce terrain, s’étendant également aux bâtiments de la Foire commerciale à proximité. Cette exposition était voulue par l'association des maires du Nord et de l'Est, pour montrer que vingt ans après la fin de la première guerre mondiale, le renouveau, tant industriel que social, était bien installé. La manifestation est inaugurée le 14 mai par le ministre du commerce Fernand Gentin, avant de recevoir le 5 juin, le président de la République Albert Lebrun, accueilli par une foule immense. Cette volonté affirmée de regarder vers l'avenir rencontre un beau succès et amène pendant quelques mois une succession d'évènements joyeux (concerts, conférences, ..). La déclaration de guerre du 3 septembre 1939 va provoquer la fin prématurée de l'exposition et de l'espoir qu'elle voulait représenter 
Les bâtiments provisoires de l'exposition sont détruits et le terrain nu devient  à partir des années 1950 un parking traversé par un autopont construit dans les années 1970 qui enjambait le boulevard Émile Dubuisson dans le prolongement de la rue Georges-Lefèvre. 
Cet espace mal utilisé proche du centre-ville représentait une opportunité pour une meilleure valorisation.

### Construction
L’ensemble de l’espace Lille Grand Palais et Zénith de Lille a été réalisé par l’architecte néerlandais Rem Koolhaas. Inaugurée en 1994, la volonté au travers de ce bâtiment était de proposer un concept inédit. Rem Koolhaas souhaitait réaliser une salle contemporaine utilisant pour cela les matériaux de son temps, tel que le béton omniprésent dans le bâtiment. Le concept initial était en fait de construire un lieu à la fois extrêmement fonctionnel mais aussi le plus neutre possible pour ainsi offrir aux différents événements la possibilité d’imprégner l’espace de leur identité, de leur univers et ce, pour une durée limitée. C’était en somme un projet de création d’espace afin de répondre au mieux aux attentes des clients et des publics, aussi divers qu’ils puissent être.

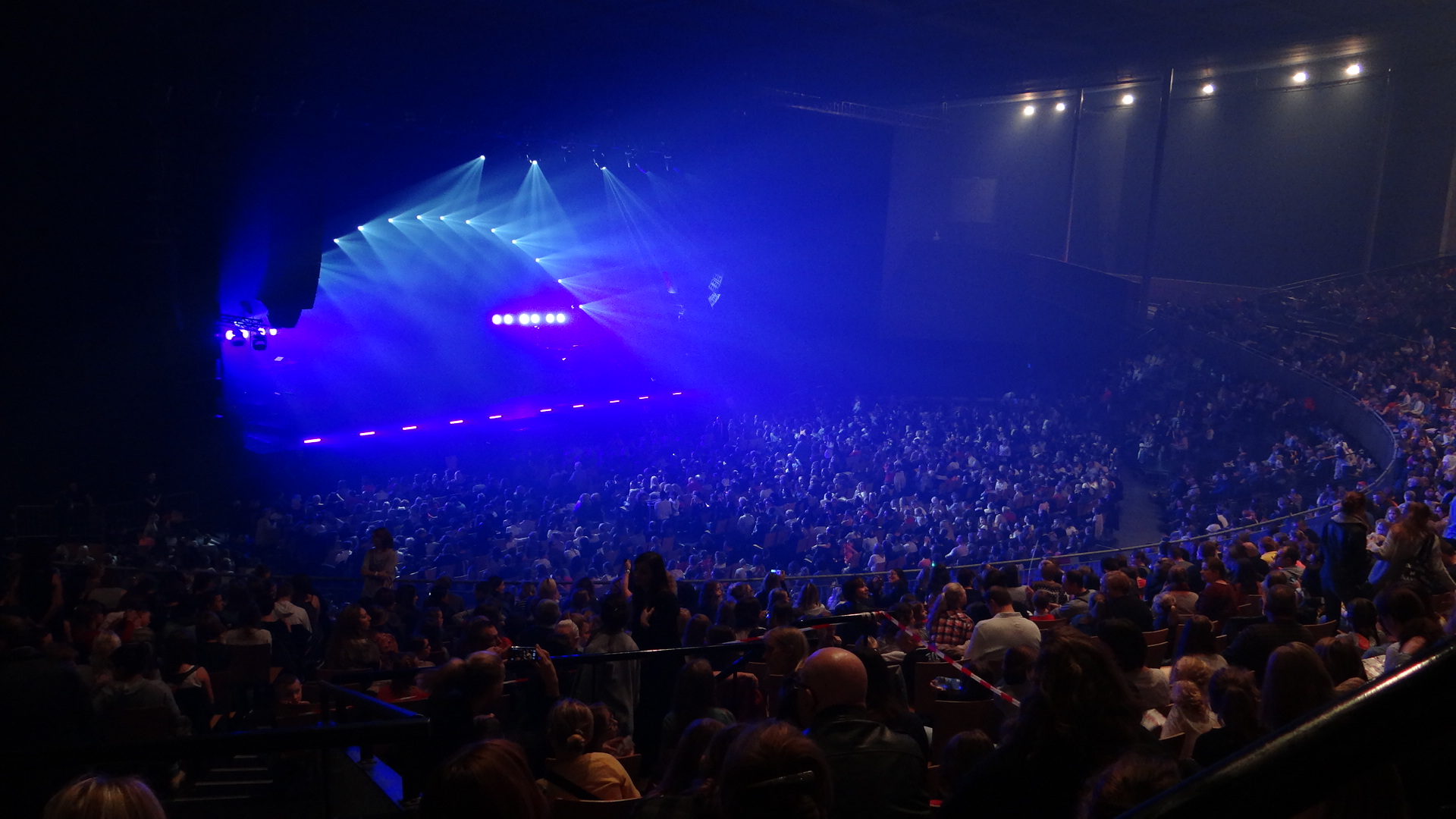
Concert de Tal au Zénith

Le Zénith de Lille est inauguré le 26 novembre 1994, quelques mois après Lille Grand Palais, avec un concert de ZZ Top à l'occasion de la tournée de l'album Antenna.

### Direction
- 1994-2001 : Arnaud Delbarre[4]

## Programmation
Beaucoup d'artistes et groupes francophones ont foulé la scène du zénith, notamment Johnny Hallyday, Jean-Jacques Goldman (qui y enregistra l'album live Un tour ensemble lors da sa tournée 2002), Alain Souchon, Véronique Sanson, Vanessa Paradis, -M-, Charles Aznavour, Lara Fabian, Bigflo et Oli, Aya Nakamura, Damien Saez, Étienne Daho ou Sofiane Pamart.  
Mais aussi des artistes internationaux comme ZZ Top, Joe Cocker, Barry White, Deep Purple, Ben Harper, Franz Ferdinand, Kylie Minogue, Rammstein, Sigur Rós, David Bowie, Bob Dylan et Neil Young ou Sting.                  
Beaucoup d'autres représentations sont proposées comme des spectacles humoristiques : Jamel Debbouze, Dany Boon, Franck Dubosc, Elie Semoun, Gad Elmaleh ou encore Florence Foresti.
Le Zénith de Lille a pu également accueillir l'élection de Miss France en décembre 2015, Miss France 2016 et en décembre 2018, Miss France 2019.